# آرتور بلیاکو
آرتور بلیاکو (بلاروسی: Артур Белякоў؛ زادهٔ ۲۰ مهٔ ۱۹۹۳) ژیمناست آکروباتیک اهل بلاروس است.